# Kanaltürk
Kanaltürk byla soukromá turecká televizní stanice, kterou v roce 2004 založil novinář Tuncay Özkan. Vysílala v letech 2004–2013. Své sídlo měla v Istanbulu.
Provoz televize byl ukončen v březnu 2013, kdy ji státní telekomunikační regulační úřad odebral licenci k celostátnímu vysílání Důvodem pro odebrání licence bylo chybějící povolení pro celostátní provoz, neboť internetový regulátor udělil stanici právo vysílat pouze regionálně.
Západní média tento zákaz interpretovala především jako snahu omezit působení televizní stanice, která je kritická k prezidentu Recepu Erdoǧanovi. 
V současné době televize provozuje vysílání pouze po internetu.